# Sutivan
Sutivan är en liten by med 759 invånare (2001) på den nordvästra delen av ön Brač, Dalmatien, Kroatien.